# Adénosylhomocystéinase
L'adénosylhomocystéinase est une hydrolase qui catalyse la réaction :
S-adénosyl-L-homocystéine + H2O  {\displaystyle \rightleftharpoons }  L-homocystéine + adénosine.
Elle intervient dans le métabolisme de l'adénosine, une base nucléique, et de la cystéine, un acide α-aminé protéinogène.